# Maksymilian Ubowski
Maksymilian Ubowski (ur. 13 grudnia 1899 w Rakowcu, zm. 20 października 1973 w Smętowie) – żołnierz armii niemieckiej, Wojska Polskiego w II Rzeczypospolitej, kawaler Orderu Virtuti Militari.

## Życiorys
Urodził się w rodzinie Marcina i Praksedy z Truszczyńskich. 
Absolwent szkoły ludowej. W 1917 wcielony do armii niemieckiej. W 1918 dostał się do angielskiej niewoli.  
W lutym 1920 powołany do odrodzonego Wojska Polskiego z przydziałem do 65 pułku piechoty. Przeniesiony do 18 pułku ułanów, w jego szeregach walczył na frontach wojny polsko-bolszewickiej. W bitwie pod Krzesławną, dowodząc sekcją, z własnej inicjatywy zaatakował nieprzyjaciela okrążającego szwadron, ratując w ten sposób sytuację bojową swojego oddziału.
Za bohaterstwo w walce odznaczony został Krzyżem Srebrnym Orderu Virtuti Militari i awansowany na stopień plutonowego.
Po zakończeniu działań wojennych pozostał w wojsku. W 1928 przeniesiony do rezerwy, podjął pracę w Polskich Kolejach Państwowych. W grudniu 1945 pracował jako zawiadowca stacji w Smętowie. Tam też zmarł, pochowany na miejscowym cmentarzu.
Był żonaty z Leokadią z Ubowskich; dzieci: Irena, Kazimierz i Maria.

## Ordery i odznaczenia
- Krzyż Srebrny Orderu Virtuti Militari (nr 4573)[1]
- Krzyż Walecznych[5]